# Henotesia fraterna
Henotesia fraterna är en fjärilsart som beskrevs av Butler 1878. Henotesia fraterna ingår i släktet Henotesia och familjen praktfjärilar. Inga underarter finns listade i Catalogue of Life.